# Ruth Pointer
Pour les articles homonymes, voir Pointer.
Ruth Pointer, née le 19 mars 1946 à Oakland (Californie), est une chanteuse américaine de pop/rhythm and blues. Elle est connue pour être une membre du groupe The Pointer Sisters.

## Biographie
Ruth Pointer a commencé sa formation vocale en tant que directrice d'une petite chorale à l'église de son père. Mariée tout de suite après l'école secondaire et ayant deux enfants, Ruth a finalement été convaincue par ses sœurs à se joindre à leur groupe familial, The Pointer Sisters. Sa fille Issa Pointer, qu'elle a eu avec le chanteur Dennis Edwards du groupe The Temptations, chante dans ce groupe, ainsi que sa petite-fille Sadoka Pointer. 
Ruth est mère de cinq enfants. Son mari est Michael Sayles, qu'elle a épousé en 1990. Le couple et ses enfants habitent actuellement à Hopedale, dans le Massachusetts. Elle est aussi grand-mère. Sa seconde petite-fille, Sadako Pointer, est mannequin et vit à New York.

## Publications
- (avec Marshall Terrill), Still So Excited! My Life as a Pointer Sister, Triumph Books, 2016.

## Discographie

### Ep
- Ruth Pointer And Billy Vera – Enemies Like You And Me
  - Ruth Pointer And Billy Vera–Enemies Like You & Me : 3:49
  - Rick Springfield–I Need You : 5:04